# The Impossible
The Impossible és un thriller dramàtic de 2012 dirigit per Juan Antonio Bayona i basat en un guió de Sergio G. Sánchez que narra la vertadera experiència d'una família espanyola durant el tsunami de l'Oceà Índic del 2004.
La cinta va ser rodada en anglès i protagonitzada per Ewan McGregor i Naomi Watts que ja havien treballat prèviament junts a Stay.
Va ser estrenada el 9 de setembre de 2012 al Festival Internacional de Cinema de Toronto i dies més tard al Festival Internacional de Cinema de Sant Sebastià rebent molt bones crítiques i premis. Destaca la nominació als Oscars i als Globus d'Or en la categoria de millor actriu per Naomi Watts.

## Argument
2004: Una família viatja a Tailàndia per passar-hi les vacances de Nadal quan una onada gegant arriba a l'hotel on estaven allotjats. La pel·lícula mostra els esforços dels seus membres per sobreviure a l'impacte i retrobar-se després enmig de la gran confusió. La mare i el fill gran van a parar a un hospital perquè ella té una greu ferida a la cama, mentre que el pare i els altres dos fills es queden a l'hotel sense saber si els altres són vius. El pare envia els petits a un refugi mentre ell recórre els diferents hospitals i centres de socors buscant la seva dona. Es retroben per atzar després d'intentar ajudar altres famílies en situació similar i aconsegueixen ser evacuats del país tots junts.

## Repartiment
- Naomi Watts: Maria Bennett
- Ewan McGregor: Henry Bennett
- Tom Holland: Lucas Bennett
- Samuel Joslin: Thomas Bennett
- Oakley Pendergast: Simon Bennett
- Marta Etura: Simone
- Sönke Möhring: Karl Schweber
- Geraldine Chaplin: dona gran

## Producció
Dirigida per Juan Antonio Bayona, la pel·lícula està basada en un fet real que va arribar a commocionar al director quan el 2007, tres anys després de la tragèdia, va descobrir a través de Belén Atienza, productora de la cinta, la història real vivida per la família Álvarez-Belón (María amb el seu marit Enrique i els seus tres fills Lucas, Tomás i Simón) el 26 de desembre de 2004 a Tailàndia.
| «                                                 | "La impressió que em va provocar el relat va suposar per a mi un revés. Hi havia alguna cosa en aquesta història, una emoció, que em desarmava abans, fins i tot, d'arribar a articular-la amb paraules. Mai vaig pensar en fer una pel·lícula sobre el tsunami, però des d'aquell moment, explicar la història d'aquesta família es va convertir per a mi en una necessitat". | » |
| — Juan Antonio Bayona, director de la pel·lícula. | |   |

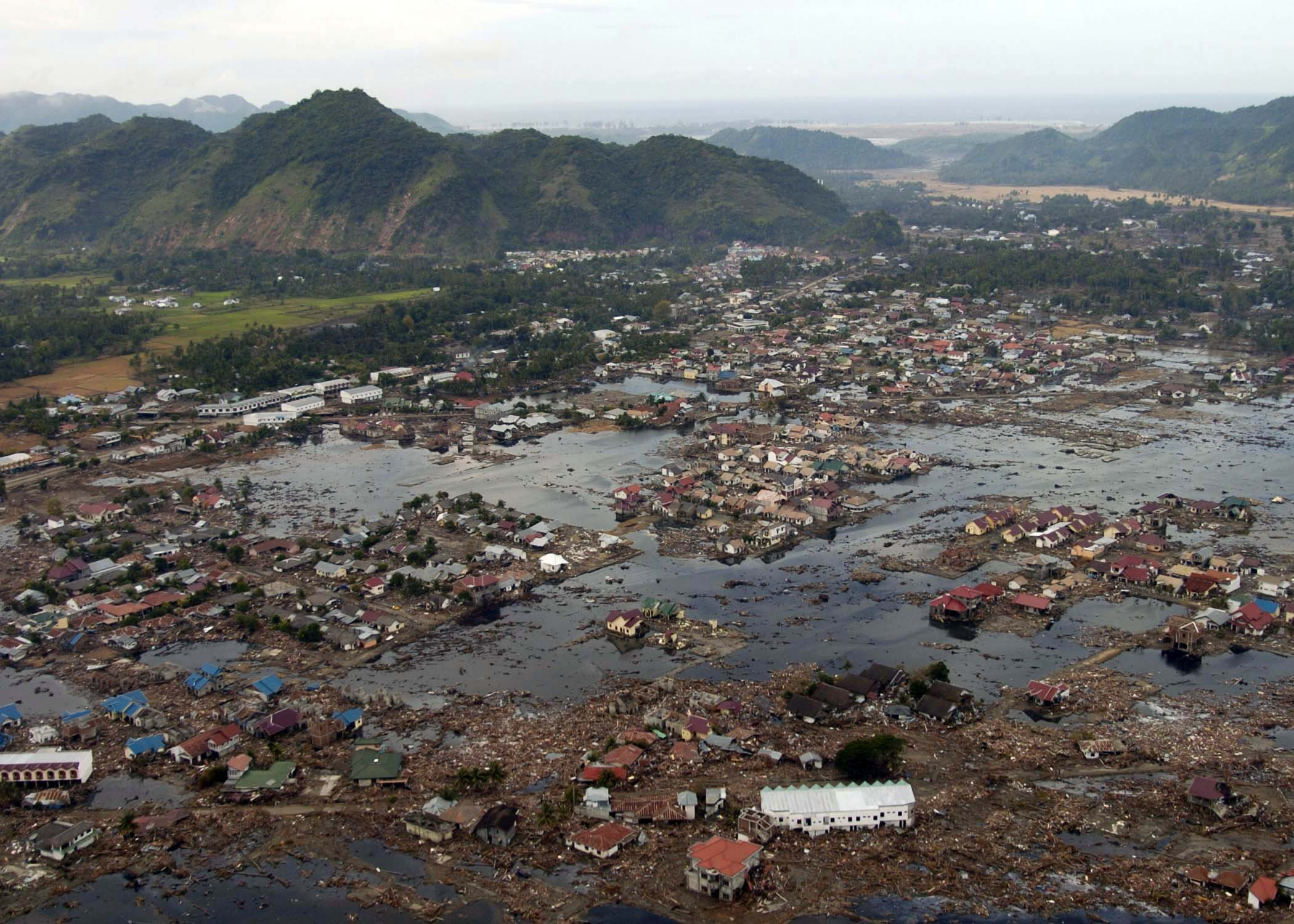
Poble a la costa de Sumatra en ruïnes a causa del tsunami

Juan Antonio Bayona va encarregar al guionista Sergio G. Sánchez la narració de la seva nova pel·lícula sota l'argument de María Belón, a més de seguir comptant amb el mateix equip que va fer possible L'orfenat —directors de producció i fotografia, compositors i editors— del qual va dir que "és gent molt bona amb la qual em sento molt còmode treballant". Per altra banda, Bayona va voler comptar per aquesta pel·lícula amb intèrprets internacionals, entre els quals destaquen els noms d'Ewan McGregor i Naomi Watts com la parella protagonista.

### Rodatge
El rodatge de la pel·lícula va començar a principis d'agost del 2010 a la ciutat de la llum d'Alacant, per després traslladar-se a Tailàndia l'octubre del mateix any. El projecte, de fet, ja s'havia iniciat quatre anys abans, per a la seva preparació, i, posteriorment, per un rodatge de 25 setmanes que incloïa espectaculars efectes especials en els quals havien participat més de 8.000 extres. Per a l'equip les gravacions van ser realment "dures", ja que havien d'incloure la utilització de dos sets de rodatge: un situat a la Ciutat de la Llum, Aigua Amarga (Alacant) i l'altre als Estats Units. A Alacant, es va utilitzar un plató aquàtic exterior a on existeix un enorme tanc d'agua de la Ciutat de la Llum, el més gran d'Europa i el tercer més gran del món, per a la recreació del tsunami. Dins del tanc, van ser utilitzades fins a més de deu càmeres submarines per a poder filmar amb tota precisió els moviments de l'aigua i dels protagonistes. Part del film transcorre a la zona costanera de Tailàndia i la resta del rodatge va tenir lloc en els estudis d'Alacant, a Barcelona i a Madrid.

## Premis i nominacions
| Premi        | Categoria                        | Persona/es                                       | Resultat   |
| ------------ | -------------------------------- | ------------------------------------------------ | ---------- |
| Premis Gaudí | Millor pel·lícula europea        |                                                  | Guanyadora |
| Premis Gaudí | Millor director                  | Juan Antonio Bayona                              | Guanyador  |
| Premis Gaudí | Millor fotografia                | Óscar Faura                                      | Guanyador  |
| Premis Gaudí | Millor muntatge                  | Elena Ruiz i Bernat Vilaplana                    | Guanyadors |
| Premis Gaudí | Millor so                        | Oriol Tarragó i Marc Orts                        | Guanyadors |
| Premis Gaudí | Millor maquillatge i perruqueria | David Martí i Montse Ribé                        | Guanyadors |
| Globus d'Or  | Millor actriu dramàtica          | Naomi Watts                                      | Nominada   |
| Premis Goya  | Millor pel·lícula                |                                                  | Nominada   |
| Premis Goya  | Millor director                  | Juan Antonio Bayona                              | Guanyador  |
| Premis Goya  | Millor actor                     | Tom Holland                                      | Nominat    |
| Premis Goya  | Millor actriu                    | Naomi Watts                                      | Nominada   |
| Premis Goya  | Millor actor secundari           | Ewan McGregor                                    | Nominat    |
| Premis Goya  | Millor guió original             | Sergio G. Sánchez                                | Nominat    |
| Premis Goya  | Millor fotografia                | Óscar Faura                                      | Nominat    |
| Premis Goya  | Millor música original           | Fernando Velázquez                               | Nominat    |
| Premis Goya  | Millor muntatge                  | Elena Ruiz i Bernat Vilaplana                    | Guanyadors |
| Premis Goya  | Millor maquillatge i perruqueria | Alessandro Bertolazzi, Montse Ribé i David Martí | Nominats   |
| Premis Goya  | Millor direcció artística        | Eugenio Caballero                                | Nominat    |
| Premis Goya  | Millor direcció de producció     | Sandra Hermida                                   | Guanyadora |
| Premis Goya  | Millor so                        | Peter Glossop, Marc Orts i Oriol Tarragó         | Guanyadors |
| Premis Goya  | Millors efectes especials        | Félix Bergés i Pau Costa                         | Guanyadors |
| Premis Oscar | Millor actriu                    | Naomi Watts                                      | Nominada   |

## Efectes visuals
Per recrear la gegantina onada del tsunami tailandès, van ser necessaris set milions de litres d'aigua salada al «water tank» de la Ciutat de la Llum a Alacant, ja que, per diverses qüestions del procés de producció, es va haver de buidar i omplir el tanc fins a tres vegades. Pel que fa a la coloració de l'aigua, l'equip de rodatge va optar per "embrutar-la" amb materials naturals, com el fang, branques i fulles dels arbres i palla que, en posar-se en marxa els compressors del tanc, es van barrejar amb efectivitat. D'altra banda, per filmar el tsunami, es va optar per reconstruir part de la infraestructura de l'hotel, per la qual cosa van ser necessaris tres mesos per a gravar-ho. D'aquesta manera, en treballar amb aigua real i amb l'ajuda dels efectes especials, es van anar afegint detalls als plànols que més tard, a manera d'un "collage", van perfilar la seqüència.